# Walter Livingston
Pour les articles homonymes, voir Famille Livingston et Livingston.
Walter Livingston, né le 27 novembre 1740 à Clermont (Province de New York) et mort le 14 mai 1797 à New York, est un homme politique américain.

## Biographie
Fils de Robert Livingston (1708-1790) (en), il est membre de New York Provincial Congress (en) en 1775, de l'Assemblée de l'État de New York de 1777 à 1779 et de 1784 à 1785 (dont il est Speaker de 1777 à 1779) et du Congrès continental de 1784 à 1785.